# القصيرين
منطقة القصيرين وهي منطقة تتبع قضاء الخالص ناحية جديدة الشط، وتقع في محافظة ديالى شرق العراق جنوب غرب محافظة ديالى على ضفاف نهر دجلة حيث يفصل النهر العاصمة بغداد عن محافظة ديالى وتحدها من الشمال قرية دوخلة ومن الجنوب منطقة الحويش ومن الغرب نهر دجلة ومن الشرق الطريق الدولي الرابط بين العاصمة بغداد وإقليم كردستان ويبلغ تعداد سكانها مايقرب 10.000 نسمة في 2019.
تسكنها عشائر زبيد البوسلطان وهي الأكثر في المنطقة وعشائر بني سعد والعزة والعبيد وبقية العشائر بشكل اقل منهم الخزرج والربيع وشمر والبوعامر والدليم والعگيد والطائي والحمدانيين والبوفراج والجنابيين والمكدمي وغيرهم.
سابقاً كانت تتبع إلى ناحية هبهب

## التسمية
أصل التسمية يرجع نسبة إلى عشيرة الكصيرات من قبيلة البوسلطان الزبيدية التي سكنت المنطقة منذ أكثر من ثلاث قرون.

## أهم المعالم
يوجد من الناحية الشمالية الشرقية للمنطقة مرقد السيدة بنت الحسن وتذهب الناس لزيارة المرقد اغلب أيام الاسبوع خصوصا يوم السبت لقضاء الحاجات وايضا يتجمع الناس في المرقد الشريف في المناسبات الإسلامية وخصوصا في الاعياد الدينية.
جامع الكصيرين وهو اقدم المساجد في المنطقة اسس في بداية القرن العشرين ويقع في الحي القديم للمنطقة.
وجامع الحاجة بدور وهو أكبر مسجد في المنطقة ويظم قاعة كبيرة للمناسبات الدينية والاجتماعية ويقع عند مدخل المنطقة الرئيسي، وأيضا يوجد جامع الصدرين وحسينية القصيرين واخيرا جامع الإمام الرضا (ع) في جنوب المنطق

## التعليم
يوجد في منطقة القصيرين عدة مدارس منها
المدرسة الثانوية ابن الهيثم للبنين وتأسست عام 1978 وايضا مدرسة لگش الثانوية للبنات وتأسست عام 2002
ومدرسة البيارق الابتدائية للبنين وتأسست عام 1946 ومدرسة الهجرة النبوية للبنات وتأسست 1998
وايضا تأسست حديثا روضات عدة

## الزراعة
وتشتهر كما هو معروف في محافظة ديالى بالحمضيات واشجار الفاكهة واشجار النخيل وكثرة البساتين فيها